# اندیس طلای گندی
طلای گندی یک اندیس فلزی است که در استان سمنان قرار دارد و مادهٔ معدنی موجود در آن، طلا است.